# حیدریان
حیدریان یک نام خانوادگی‌ست. افراد شاخص با این نام از این قرارند:
- محمدرضا حیدریان فوتسالیست
- محمدحسین حیدریان نماینده مجلس
- علی‌محمد حیدریان نقاش ایرانی از شاگردان کمال‌الملک